# Jasir Asani
Jasir Asani, född 19 maj 1995 i Skopje, Makedonien, är en nordmakedonsk-albansk fotbollsspelare som spelar för Gwangju FC.

## Karriär
Asani började spela fotboll i FK Vardar. Efter sex år i klubben gick han över till FK Shkupi. Därefter blev det en kort period i FK Pobeda och sedan spel i KF Partizani. Den 17 december 2019 bekräftade AIK genom sina webbsidor att man har gjort klart med Asani. Asani hade då kritat på ett lånekontrakt som sträcks fram till juni 2020. Den 12 augusti valde AIK att inte utnyttja optionen om förlängning av lånet. Asani spelade sammanlagt sju tävlingsmatcher för AIK.